# 가토 히데지
가토 히데지(일본어: 加藤 秀司, 1948년 5월 24일 ~ )는 일본의 전 프로 야구 선수이자 야구 지도자, 야구 해설가·평론가이다. 시즈오카현 하이바라군 가와사키정(현: 마키노하라시) 출신이며 현역 시절 포지션은 1루수, 외야수였다.
본명은 똑같고, 선수 시절인 1979년부터 지도자 시절인 2005년까지는 ‘加藤 英司’(동음)이라는 이름으로 활동하고 있었다. 애칭은 코미디언 가토 차를 본뜬 ‘챠’(チャ) 또는 ‘카토 짱’(カトちゃん).

## 상세 정보

### 출신 학교
- PL가쿠엔 고등학교

### 선수 경력
- 마쓰시타 전기
- 한큐 브레이브스(1969년 ~ 1982년)
- 히로시마 도요 카프(1983년)
- 긴테쓰 버펄로스(1984년 ~ 1985년)
- 요미우리 자이언츠(1986년)
- 난카이 호크스(1987년)

### 지도자·기타 경력
- 간사이 TV 야구 해설위원(1988년 ~ 1994년)
- 닛폰햄 파이터스 1군 타격 코치(1995년 ~ 1997년)
- KBS 교토 야구 해설위원(2000년 ~ 2003년 도중)
- 서패스 고베 감독(2003년 ~ 2005년)
- J SPORTS 야구 해설위원(2006년 ~ 2012년)
- 리세이샤 학원 코치(2008년 ~ 2009년)
- 선 TV 야구 해설위원(2007년 ~ 2015년)
- FOX SPORTS 해설자(2013년 ~ 2015년)
- 주니치 드래건스 1군 타격 코치(2016년 ~ 2017년)

### 수상·타이틀 경력

#### 타이틀
- 수위 타자 : 2회(1973년, 1979년)
- 타점왕 : 3회(1975년, 1976년, 1979년)
- 최고 출루율 : 3회(1976년, 1977년, 1979년)
- 최다 안타(당시는 타이틀이 아님) : 1회(1979년) ※1994년부터 타이틀로 제정됨

#### 수상
- MVP : 1회(1975년)
- 베스트 나인 : 5회(1973년, 1975년 ~ 1977년, 1979년)
- 다이아몬드 글러브상 : 3회(1975년 ~ 1977년)
- 올스타전 MVP : 1회(1971년 3차전)
- 월간 MVP : 1회(1979년 6월)
- 퍼시픽 리그 플레이오프 수위 타자상 : 1회(1977년)

### 개인 기록

#### 첫 기록
- 첫 출장 : 1969년 7월 10일, 대 롯데 오리온스 8차전(도쿄 스타디움), 8회초에 요네다 데쓰야의 대타로서 출장
- 첫 타석 : 상동, 8회초에 나리타 후미오 앞에서 삼진
- 첫 선발 출장 : 1969년 7월 13일, 대 니시테쓰 라이온스 10차전(고쿠라 구장), 6번·1루수로서 선발 출장
- 첫 안타 : 1969년 10월 20일, 대 긴테쓰 버펄로스 26차전(닛폰 생명 구장), 9회초에 오카다 미쓰오로부터 중전 안타
- 첫 홈런·첫 타점 : 1970년 9월 27일, 대 난카이 호크스 24차전(한큐 니시노미야 구장), 6회말에 미우라 기요히로로부터 3점 홈런

#### 기록 달성 경력
- 통산 100홈런 : 1975년 7월 31일, 대 다이헤이요 클럽 라이온스 후기 3차전(한큐 니시노미야 구장), 8회말에 이시이 시게오로부터 3점 홈런 ※역대 83번째
- 통산 150홈런 : 1977년 5월 29일, 대 긴테쓰 버펄로스 전기 10차전(시마네 현립 하마야마 공원 야구장), 5회말에 이모토 다카시로부터 솔로 홈런 ※역대 47번째
- 통산 1000안타 : 1978년 5월 23일, 대 닛폰햄 파이터스 7차전(한큐 니시노미야 구장), 3회말에 다카하시 나오키로부터 중전 안타 ※역대 109번째
- 통산 1000경기 출장 : 1978년 9월 8일, 대 닛폰햄 파이터스 후기 10차전(고라쿠엔 구장), 7번·1루수로서 선발 출장 ※역대 204번째
- 통산 200홈런 : 1979년 5월 31일, 대 닛폰햄 파이터스 전기 8차전(한큐 니시노미야 구장), 8회말에 가와하라 쇼지로부터 우월 솔로 홈런 ※역대 29번째
- 통산 250홈런 : 1981년 5월 31일, 대 긴테쓰 버펄로스 전기 10차전(후지이데라 구장), 8회초에 다치바나 겐지로부터 중월 동점 2점 홈런 ※역대 18번째
- 통산 1500안타 : 1981년 8월 29일, 대 난카이 호크스 후기 6차전(한큐 니시노미야 구장), 5회말에 히라사와 다카요시로부터 투수 앞 내야 안타 ※역대 42번째
- 통산 1000타점 : 1982년 7월 6일, 대 긴테쓰 버펄로스 후기 1차전(한큐 니시노미야 구장), 1회말에 다니 히로아키로부터 우중간에 2점 적시 2루타
- 통산 1500경기 출장 : 1982년 9월 14일, 대 롯데 오리온스 후기 6차전(미야기 구장), 5번·1루수로서 선발 출장 ※역대 73번째
- 통산 300홈런 : 1984년 6월 9일, 대 난카이 호크스 10차전(후지이데라 구장), 9회말에 가네시로 모토야스로부터 우월 역전 끝내기 만루 홈런 ※역대 16번째
- 통산 1000득점 : 1985년 10월 17일, 대 롯데 오리온스 26차전(후지이데라 구장), 1회말에 야나기하라 다카히로의 2점 홈런으로 홈인 ※역대 7번째
- 통산 2000안타 : 1987년 5월 7일, 대 한큐 브레이브스 6차전(오사카 구장), 6회말에 야마다 히사시로부터 우중간에 솔로 홈런 ※역대 23번째
- 통산 2000경기 출장 : 1987년 8월 30일, 대 긴테쓰 버펄로스 19차전(오사카 구장), 3번·1루수로서 선발 출장 ※역대 23번째

#### 기타
- 올스타전 출장 : 11회(1971년, 1973년 ~ 1982년)
- 전 구단으로부터 홈런 : 1986년 5월 10일, 대 히로시마 도요 카프 6차전(히로시마 시민 구장), 4회초에 기타벳푸 마나부로부터 3점 홈런 ※역대 3번째
- 리그 최다 장타 : 4회(1971년, 1975년, 1976년, 1979년) ※퍼시픽 리그 최다 타이

### 등번호
- 10(1969년 ~ 1982년, 1986년)
- 6(1983년)
- 5(1984년 ~ 1985년)
- 7(1987년)
- 75(1995년 ~ 1997년, 2016년 ~ 2017년)
- 85(2003년 ~ 2005년)

### 등록명
- 加藤 秀司(1969년 ~ 1978년)
- 加藤 英司(1979년 ~ 1987년, 1995년 ~ 1997년, 2003년 ~ 2005년)

### 연도별 타격 성적
| 연 도       | 소 속       | 경 기 | 타 석 | 타 수 | 득 점 | 안 타 | 2 루 타 | 3 루 타 | 홈 런 | 루 타 | 타 점 | 도 루 | 도 루 자 | 희 생 번 | 희 생 플 | 볼 넷 | 고 4 | 사 구 | 삼 진 | 병 살 타 | 타 율 | 출 루 율 | 장 타 율 | O P S |
| ----------- | ----------- | ----- | ----- | ----- | ----- | ----- | ------- | ------- | ----- | ----- | ----- | ----- | -------- | -------- | -------- | ----- | ---- | ----- | ----- | -------- | ----- | -------- | -------- | ----- |
| 1969년      | 한큐        | 9     | 9     | 8     | 0     | 1     | 0       | 0       | 0     | 1     | 0     | 0     | 0        | 0        | 0        | 1     | 0    | 0     | 2     | 0        | .125  | .222     | .125     | .347  |
| 1970년      | 한큐        | 35    | 74    | 69    | 10    | 23    | 6       | 2       | 4     | 45    | 13    | 2     | 0        | 0        | 1        | 4     | 0    | 0     | 8     | 1        | .333  | .365     | .652     | .917  |
| 1971년      | 한큐        | 122   | 496   | 445   | 80    | 143   | 35      | 2       | 25    | 257   | 92    | 18    | 4        | 2        | 3        | 39    | 0    | 7     | 74    | 2        | .321  | .383     | .578     | .960  |
| 1972년      | 한큐        | 118   | 428   | 362   | 59    | 105   | 25      | 2       | 13    | 173   | 54    | 11    | 4        | 1        | 6        | 55    | 6    | 4     | 43    | 3        | .290  | .384     | .478     | .862  |
| 1973년      | 한큐        | 118   | 494   | 436   | 69    | 147   | 27      | 6       | 20    | 246   | 91    | 16    | 5        | 0        | 10       | 41    | 3    | 7     | 51    | 6        | .337  | .395     | .564     | .959  |
| 1974년      | 한큐        | 120   | 476   | 428   | 65    | 138   | 25      | 2       | 19    | 224   | 75    | 24    | 11       | 2        | 7        | 37    | 1    | 2     | 55    | 7        | .322  | .373     | .523     | .897  |
| 1975년      | 한큐        | 126   | 521   | 456   | 74    | 141   | 22      | 1       | 32    | 261   | 97    | 12    | 10       | 0        | 4        | 57    | 6    | 4     | 58    | 4        | .309  | .388     | .572     | .960  |
| 1976년      | 한큐        | 120   | 497   | 430   | 68    | 129   | 20      | 3       | 28    | 239   | 82    | 8     | 3        | 0        | 9        | 51    | 6    | 7     | 68    | 7        | .300  | .376     | .556     | .932  |
| 1977년      | 한큐        | 120   | 489   | 423   | 64    | 135   | 27      | 4       | 19    | 227   | 73    | 4     | 3        | 0        | 5        | 53    | 9    | 8     | 64    | 4        | .319  | .401     | .537     | .937  |
| 1978년      | 한큐        | 120   | 500   | 427   | 65    | 109   | 16      | 4       | 24    | 205   | 86    | 7     | 3        | 0        | 10       | 55    | 6    | 8     | 80    | 6        | .255  | .344     | .480     | .824  |
| 1979년      | 한큐        | 122   | 520   | 448   | 84    | 163   | 32      | 2       | 35    | 304   | 104   | 14    | 3        | 1        | 7        | 59    | 9    | 5     | 64    | 6        | .364  | .437     | .679     | 1.116 |
| 1980년      | 한큐        | 130   | 561   | 484   | 72    | 154   | 26      | 3       | 28    | 270   | 97    | 5     | 4        | 0        | 10       | 59    | 7    | 8     | 84    | 3        | .318  | .394     | .558     | .952  |
| 1981년      | 한큐        | 127   | 534   | 468   | 63    | 147   | 25      | 2       | 17    | 227   | 79    | 4     | 3        | 0        | 8        | 54    | 3    | 4     | 67    | 5        | .314  | .384     | .485     | .869  |
| 1982년      | 한큐        | 129   | 524   | 456   | 57    | 107   | 21      | 1       | 21    | 193   | 84    | 1     | 3        | 2        | 9        | 55    | 2    | 2     | 83    | 10       | .235  | .314     | .423     | .737  |
| 1983년      | 히로시마    | 75    | 279   | 253   | 33    | 66    | 9       | 2       | 10    | 109   | 36    | 6     | 1        | 0        | 1        | 25    | 1    | 0     | 49    | 2        | .261  | .326     | .431     | .757  |
| 1984년      | 긴테쓰      | 130   | 572   | 499   | 65    | 126   | 16      | 1       | 14    | 186   | 72    | 1     | 2        | 0        | 9        | 60    | 0    | 4     | 91    | 6        | .253  | .332     | .373     | .705  |
| 1985년      | 긴테쓰      | 129   | 523   | 455   | 73    | 130   | 24      | 0       | 26    | 232   | 78    | 2     | 3        | 0        | 3        | 64    | 2    | 1     | 58    | 9        | .286  | .373     | .510     | .883  |
| 1986년      | 요미우리    | 68    | 119   | 105   | 6     | 23    | 3       | 0       | 3     | 35    | 13    | 0     | 0        | 0        | 1        | 11    | 1    | 2     | 31    | 4        | .219  | .303     | .333     | .636  |
| 1987년      | 난카이      | 110   | 293   | 262   | 24    | 68    | 8       | 0       | 9     | 103   | 42    | 1     | 0        | 0        | 2        | 27    | 2    | 2     | 37    | 8        | .260  | .331     | .393     | .724  |
| 통산 : 19년 | 통산 : 19년 | 2028  | 7909  | 6914  | 1031  | 2055  | 367     | 37      | 347   | 3537  | 1268  | 136   | 62       | 8        | 105      | 807   | 64   | 75    | 1067  | 93       | .297  | .372     | .512     | .883  |

- 굵은 글씨는 시즌 최고 성적.